# Mechanize
Mechanize – siódmy album studyjny amerykańskiej grupy muzycznej Fear Factory. W Europie wydawnictwo ukazało się 5 lutego 2010 roku nakładem AFM Records, natomiast w Stanach Zjednoczonych płyta została wydana 9 lutego tego samego roku nakładem Candlelight Records. Jest to pierwszy album zarejestrowany w odnowionym składzie, z udziałem perkusisty Gene'a Hoglana oraz gitarzysty Dino Cazaresa, który po siedmiu latach powrócił do zespołu w 2009 roku.
Kompozycje zostały zarejestrowane od lipca do września 2009 roku w Surplus Studio w Van Nuys w stanie Kalifornia. Nagrania wyprodukował zespół we współpracy z Rhysem Fulberem, który również zaaranżował oraz zarejestrował partie instrumentów klawiszowych i sampli. Mechanize zadebiutował na 72. miejscu listy Billboard 200 w Stanach Zjednoczonych, sprzedając się w przeciągu tygodnia w nakładzie 10 000 egzemplarzy.
Album spotkał się z pozytywnym przyjęciem ze strony krytyków muzycznych. Redaktor portalu Interia.pl Łukasz Dunaj napisał: "Rwane, tłumione riffy, ciągły masaż podwójnymi stopami Hoglana i charakterystyczny krzykośpiew Bella to oczywisty fundament, na którym wzniesione zostały bardzo energetyczne, stylowe kompozycje. Amerykanie nie chcą zaskakiwać, eksplorować nieznanego".

## Lista utworów
Opracowano na podstawie materiału źródłowego.
| Edycja podstawowa 1. "Mechanize" (sł. Bell, muz. Cazares, Hoglan) – 04:41 2. "Industrial Discipline" (sł. Bell, muz. Cazares) – 03:38 3. "Fear Campaign" (sł. Bell, muz. Cazares, Hoglan) – 04:54 4. "Powershifter" (sł. Bell, muz. Cazares) – 03:50 5. "Christploitation" (sł. Bell, muz. Cazares, Hoglan) – 04:59 6. "Oxidizer" (sł. Bell, muz. Cazares) – 03:45 7. "Controlled Demolition" (sł. Bell, muz. Cazares) – 04:25 8. "Designing the Enemy" (sł. Bell, muz. Cazares) – 04:55 9. "Metallic Division" (muz. Cazares) – 01:30 10. "Final Exit" (sł. Bell, muz. Cazares, Hoglan) – 08:17 | Exclusive Bonus Track 1. "Crash Test" – 3:39 Exclusive Online Bonus 1. "Big God (Demo)" – 1:50 2. "Self Immolation (Demo)" – 3:04 3. "Soul Wound (Demo)" – 2:49 |

## Twórcy
Opracowano na podstawie materiału źródłowego.
| - Burton C. Bell – śpiew, producent wykonawczy - Dino Cazares – gitara, producent wykonawczy - Byron Stroud – gitara basowa - Gene Hoglan – perkusja - Rhys Fulber – sample, programowanie, keyboard, miksowanie, produkcja muzyczna - Greg Reely – miksowanie, mastering | - Glen Reely – inżynieria dźwięku - Kyle Moorman – inżynieria dźwięku - Sattsign.com – oprawa graficzna - Anthony Clarkson – oprawa graficzna - Firebrain, Inc. – oprawa graficzna - Glen LeFerman – zdjęcia |

## Wydania
| Rok  | Nr katalogowy | Format       | Wytwórnia płytowa   | Region            |
| ---- | ------------- | ------------ | ------------------- | ----------------- |
| 2010 | AFM 307-9     | CD, Ltd.     | AFM Records         | Niemcy            |
| 2010 | CDL0469CD     | CD           | Candlelight Records | Stany Zjednoczone |
| 2010 | AFM 307-9     | CD, DG, Ltd. | AFM Records         | Niemcy            |
| 2010 | AFM 307-1     | LP           | AFM Records         | Niemcy            |

## Pozycje na listach
| Lista                | Kraj              | Pozycja |
| -------------------- | ----------------- | ------- |
| ARIA Charts          | Australia         | 24      |
| Media Control Charts | Niemcy            | 31      |
| Ö3 Austria Top 40    | Austria           | 46      |
| Sverigetopplistan    | Szwecja           | 51      |
| Schweizer Hitparade  | Szwajcaria        | 70      |
| Billboard 200        | Stany Zjednoczone | 72      |
| MegaCharts           | Holandia          | 87      |